# 勞動部勞動基金運用局
勞動部勞動基金運用局（簡稱勞金局或運用局），是中華民國勞動部所屬機關，專責管理所屬基金（勞工退休基金、勞工保險基金、就業保險基金、職業災害勞工保護專款、積欠工資墊償基金，統稱「勞動基金」）的運用業務。

## 沿革
中華民國現行的勞工退休金制度，包括《勞動基準法》所定之舊制與《勞工退休金條例》所定之新制雙軌併行，並分別成立勞工退休基金。
- 1984年8月，內政部勞工司依《勞動基準法》第56條規定成立勞工退休基金；依《勞工退休基金收支保管及運用辦法》第3條規定，委託台灣銀行辦理基金收支、保管及運用業務。
- 2004年6月，立法院三讀通過《勞工退休金條例》，隔年7月1日起推行新制勞工退休金制度。依該條例規定，將由行政院勞工委員會組成勞工退休基金監理會。
- 2007年3月，立法院三讀通過《勞工退休基金監理會組織法》。7月2日，行政院勞工委員會正式成立「勞工退休基金監理會」。
- 2014年1月29日，總統令，制定公布《勞動部勞動基金運用局組織法》。2月17日，勞工退休基金監理會整併行政院勞工委員會勞工保險局基金運用業務而改制為「勞動部勞動基金運用局」。

## 歷任局長
行政院勞工委員會勞工退休基金監理會主任委員
- 黃肇熙

| 任別                     | 姓名                     | 就職時間                 | 卸任時間                 |
| 勞動部勞動基金運用局局長 | 勞動部勞動基金運用局局長 | 勞動部勞動基金運用局局長 | 勞動部勞動基金運用局局長 |
| ------------------------ | ------------------------ | ------------------------ | ------------------------ |
| 1                        | 黃肇熙                   | 2014年2月17日            | 2017年1月16日            |
| 2                        | 蔡豐清                   | 2017年1月16日            | 2021年3月10日            |
| 3                        | 蘇郁卿                   | 2021年3月10日            | 現任                     |

## 組織
- 局長
  - 副局長
    - 主任秘書

行政單位
- 秘書室
- 人事室
- 主計室
- 政風室

業務單位
- 國內投資組
  - 委託經營科
  - 自行經營一科
  - 自行經營二科
- 國外投資組
  - 自行經營科
  - 固定收益委外科
  - 權益證券委外科
- 財務管理組
  - 保管科
  - 資金運用科
  - 統計帳務科
- 風險控管組
  - 風險控管科
  - 資產配置科
  - 資訊處理科
- 企劃稽核組
  - 企劃研究科
  - 綜合管考科
  - 業務稽核科

## 外部連結
- 勞動部勞動基金運用局 （页面存档备份，存于）（繁體中文）（英文）